# Ivan Tumbas
Ivan Tumbas (serbisch-kyrillisch Иван Тумбас; * 12. Januar 1987 in Novi Sad, SFR Jugoslawien) ist ein serbischer Eishockeyspieler, der zuletzt bis 2019 beim HK Vojvodina Novi Sad unter Vertrag stand und mit dem Klub seit 2017 in der International Hockey League spielte.         

## Karriere
Ivan Tumbas begann seine Karriere als Eishockeyspieler in seiner Heimatstadt in der Nachwuchsabteilung des HK Vojvodina Novi Sad, für den er seit 2003 in der serbischen Eishockeyliga (bis 2006: serbisch-montenegrinische Eishockeyliga) spielte. 2004 wurde er mit dem Klub serbisch-montenegrinischer Meister und 2009 gewann er mit ihm die Pannonische Liga. 2010 wechselte er in die serbische Hauptstadt zum HK Partizan Belgrad, mit dem er 2011 und 2012 jeweils sowohl die serbische Meisterschaft, als auch die Slohokej Liga gewinnen konnte. Anschließend kehrte er in seine Geburtsstadt zurück, wo er zunächst vier Jahre für den HK NS Stars spielte und ab 2016 wieder für den HK Vojvodina aktiv ist. Mit Vojvodina spielte er seit 2017 in der neugegründeten slowenisch dominierten International Hockey League. 2019 beendete er seine Karriere.

### International
Für Jugoslawien nahm Tumbas an der U18-Weltmeisterschaft der Division III 2002 teil. Anschließend spielte er für Serbien und Montenegro bei den Division-II-Wettkämpfen der 2004 und 2005 sowie bei den U20-Weltmeisterschaften 2004 und 2006. Nach der Abspaltung Montenegros nahm er für die rein serbische Mannschaft noch an der U-20-Weltmeisterschaft 2007 der Division II teil.
Im Herrenbereich debütierte Tumbas international für die serbisch-montenegrinische Auswahl bei der Weltmeisterschaft 2006 in der Division II. Anschließend war er für die serbische Mannschaft aktiv und spielte mit ihr 2008, 2009, 2011 und 2012 in der Division II. Nachdem den Serben 2009 beim Heimturnier in Novi Sad erstmals der Aufstieg gelungen war, spielte Tumbas mit seiner Mannschaft 2010 in der Division I, musste aber den sofortigen Wiederabstieg hinnehmen. Zudem nahm er für Serbien an der Qualifikation für die Olympischen Winterspiele in Vancouver 2010 teil.

## Erfolge und Auszeichnungen
- 2002 Aufstieg in die Division II bei der U18-Weltmeisterschaft der Division III
- 2004 Serbisch-Montenegrinischer Meister mit dem HK Vojvodina Novi Sad
- 2009 Aufstieg in die Division I bei der Weltmeisterschaft, Division II
- 2009 Gewinn der pannonischen Liga mit dem HK Vojvodina Novi Sad
- 2011 Serbischer Meister mit dem HK Partizan Belgrad
- 2011 Gewinn der Slohokej Liga mit dem HK Partizan Belgrad
- 2012 Serbischer Meister mit dem HK Partizan Belgrad
- 2012 Gewinn der Slohokej Liga mit dem HK Partizan Belgrad

## Slohokej Liga-Statistik
(Stand: Ende der Saison 2011/12)